# Parafia Najświętszego Imienia Jezus w Łodzi
Parafia pw. Najświętszego Imienia Jezus w Łodzi – rzymskokatolicka parafia położona w środkowej części Łodzi, na osiedlu administracyjnym Katedralna, wchodząca w skład dekanatu Łódź-Śródmieście archidiecezji łódzkiej. Kościół należy do zakonu jezuitów i posługę kapłańską sprawują w nim członkowie tego zgromadzenia zakonnego. Prowadzą oni również przy kościele ośrodek Mocni w Duchu.
Parafia została erygowana w 1950 przez biskupa Michała Klepacza, ordynariusza diecezji łódzkiej.

## Kościół parafialny
Kościół został zbudowany w latach 1880–1884 jako świątynia parafii ewangelicko-augsburskiej św. Jana Ewangelisty. Budynek kościoła parafialnego powstał z cegły, w stylu neoromańskim na podstawie projektu Ludwika Schreibera z Kolonii.
W 1945 został bezprawnie zajęty przez jezuitów. Miało to być rzekomo ramach cichej akcji władz świeckich likwidacji śladów niemieckich w Łodzi przez jezuitów – choć w kościele od początku odbywały się polskie nabożeństwa ewangelickie. Kościół ewangelicki przez lata dopominał się o zwrot budynków. Przez kilka lat funkcjonował jako świątynia filialna dla parafii Podwyższenia Świętego Krzyża. Po erygowaniu w 1950 parafii Najświętszego Imienia Jezus kościół stał się jej świątynią parafialną. Budynki kościelne odkupiono od Kościoła w Ewangelicko-Augsburskiego w RP dopiero w 1989.
1 września 2020, decyzją abpa Grzegorza Rysia, kościół pw. Najświętszego Imienia Jezus został podniesiony do godności sanktuarium.